# Lisków-Rzgów
Lisków-Rzgów est une localité polonaise de la gmina de Lisków, située dans le powiat de Kalisz en voïvodie de Grande-Pologne.